# Ian Dunlop
Ian Dunlop, född 8 november 1925 i Wales, död 27 maj 2007 i Hove i England, var en brittisk-svensk radio- och TV-personlighet, författare och lärare.
I slutet på 1950-talet och in på 1960-talet skrev och ledde han bland annat utbildningsprogrammen Going to Britain i Sveriges Radio och This is English på svensk TV. This is English var en engelsk nybörjarkurs som visade filmklipp och tecknade inslag för att illustrera glosorna. Ian Dunlop ledde programmet från en fåtölj i något som liknade ett vardagsrum. Ett annat stående inslag var små mänskliga figurer som klipptes in och agerade mot tittarna eller programledaren. De var inklippta så att de såg ut att vara placerade på exempelvis bordet framför programledaren, på hans axel eller på fåtöljens armstöd. De små figurerna spelades av Sydney Coulson och Mary Fraser som medverkade under sina riktiga namn.
År 1963 gav ICA Förlaget AB ut en språkkurs på skiva med Ian Dunlop som hette Engelska till husbehov. Han var även lärare vid Folkuniversitetet och gjorde kurslitteratur för nybörjarengelska för andra språk än svenska.

### Böcker
- Modern short stories and poems (2nd ed.). Stockholm: Almqvist & Wiksell/Geber. 1955. Libris 1493596
- Edward VII and the entente cordiale. London: Constable. 2004. Libris 9294172. ISBN 1-84119-530-8

### Kurslitteratur
- Going to Britain: engelsk intensivkurs i radio våren 1955. Stockholm: Radiotjänst. 1955. Libris 1493595
- Learn English with Ian Dunlop. Stockholm: Bonnier. 1957. Libris 2164040
- This is English: engelsk nybörjarkurs i TV. Stockholm: Sveriges radio. 1959. Libris 2194643
- This is English: Fernsehsprachkurs Englisch für Anfänger. Stockholm: Sveriges radio. 1960. Libris 2194655
- Enjoy your English (2., utök. uppl.). Stockholm: Folkuniv. 1961. Libris 2164039
- English for you: kursus i engelsk for voksne. København: Haase. 1961-. Libris 750386
- We're going to England: engelsk kurs i TV, del 3. Stockholm: Sveriges radio. 1962. Libris 2194656
- Practical English: en modern lärobok för skola och vuxenundervisning. Folkbildningsserien, 99-0144049-1. Stockholm: Liber. 1964. Libris 2164045
- Can you speak English? ([Ny utg.]). Stockholm: Folkuniv. 1965. Libris 2164030
- This is English. Syllabus. Stockholm: Folkuniv. 1965. Libris 2194642
- Practical English: en modern lärobok för skola och vuxenundervisning. Teacher's handbook. Stockholm: Liber. 1966. Libris 2164046
- Modern Britain: [English by TV and LP]. Stockholm: Sveriges radio. 1968. Libris 719297
- Practical techniques in the teaching of oral English. Stockholm: Almqvist & Wiksell. 1970. Libris 478817
- The teaching of English in Swedish schools: studies in methods of instruction and outcomes. Stockholm: Almqvist & Wiksell. 1975. Libris 7222492. ISBN 91-22-00013-5
- Read all about it!: Leseverstehen und Konversation. München: Hueber. 1980-. Libris 754969
- English for you: kursus i engelsk for voksne. D. 1/2 (4. opl.). København: Haase. 1978. Libris 750388. ISBN 87-559-0228-6
- Read all about it!: Leseverstehen und Konversation. 2 (1. Aufl.). München: Hueber. 1980. Libris 754971. ISBN 3-19-002230-5